# Tit Antoni Merenda
Tit Antoni Merenda (llatí: Titus Antonius Merenda) va ser un dels decemvirs romans els anys 450 aC i 449 aC.
Formava part de la Gens Antònia. És possible que fos plebeu, car el nomen Antoni es troba entre els plebeus amb més freqüència que entre els patricis d'aquella època. Era el pare de Quintus Antonius Merenda, tribú militar el 422 aC.
Merenda va ser un dels deu membres del Segon Decemvirat, presidit per Api Claudi Cras i va ser elegit per redactar les Lleis de les dotze taules, la primera compilació que es va escriure de la legislació romana. El Segon Decemvirat estava constituït per patricis i per plebeus, com Merenda. A instigació d'Api Claudi els decemvirs van mantenir el seu poder il·legalment durant un any més del que els tocava, i es van negar a procedir a l'elecció de cònsols.
L'any 449 aC, els Sabins van ocupar Erètum i els Eques van envair territori romà i van establir un campament sota el mont Algidus. Les tropes romanes es van dividir en dos exèrcits per lluitar contra dos fronts. Merenda va rebre el comandament de l'exèrcit que va lluitar contra els eques, amb tres altres decemvirs: Luci Minuci, Marc Corneli i Luci Sergi Esquilí. Mentrestant, Api Claudi i Espuri Opi Còrnicen es van quedar a Roma per ajudar a defensar la ciutat, i els altres quatre decemvirs anaven a lluitar contra els sabins.
L'exèrcit comandat per Merenda es va retirar a Túsculum. Aquí s'hi van barrejar uns fets luctuosos ocorreguts a Roma en aquells moments. Api Claudi havia fet prostituir a Virgínia, la filla de Luci Virgini, un magistrat romà que era centurió de les tropes del mont Àlgid. Quan va saber els fets, Virgini va marxar cap a Roma i es va veure obligat a matar a la seva filla. Aquesta història va provocar un motí entre soldats que van elegir deu tribuns militars. Sota el seu comandament, van tornar a Roma i van ocupar el peu de l'Aventí. Sota la pressió dels soldats i dels plebeus, els decemvirs van ser destituïts. Api Claudi i Espuri Opi Còrnicen van ser empresonats, però es van suïcidar durant el procés. Els altres vuit decemvirs, Merenda inclòs, van ser enviats a l'exili.